# Filibusterismo de Strom Thurmond contra la Ley de Derechos Civiles de 1957
El 28 de agosto de 1957, Strom Thurmond, senador de los Estados Unidos demócrata por Carolina del Sur, inició un filibusterismo destinado a impedir la aprobación de la Ley de Derechos Civiles de 1957. El filibusterismo, un discurso extenso diseñado para estancar la legislación, comenzó a las 8:54 p. m. EST y duró hasta las 9:12 p. m. EST del día siguiente, con una duración de 24 horas y 18 minutos. Esto hizo que este filibusterismo fuera el más largo llevado a cabo por una sola persona en la historia del Senado de los Estados Unidos. También fue el discurso más largo pronunciado por una sola persona en el Senado hasta 2025, cuando el récord lo rompió Cory Booker de Nueva Jersey, quien habló durante veinticinco horas y cuatro minutos. El filibusterismo se centró principalmente en afirmar que el proyecto de ley en cuestión, que preveía una mayor protección federal de los derechos electorales de los afroestadounidenses, era innecesario e inconstitucional, y Thurmond recitó documentos que incluían las leyes electorales de cada estado de los EE. UU., decisiones de la Corte Suprema y el discurso de despedida de George Washington. Thurmond se centró en una disposición particular del proyecto de ley que abordaba ciertos casos judiciales, pero se opuso a la totalidad del proyecto de ley. El proyecto de ley fue aprobado dos horas después del filibusterismo y fue convertido en ley por el presidente Dwight D. Eisenhower dos semanas después.
Thurmond, un ardiente segregacionista, había servido en el Senado sólo tres años antes del discurso, pero era políticamente bien conocido incluso antes de su elección al órgano. Aunque el filibusterismo fue apoyado por muchos habitantes de Carolina del Sur y ciudadanos de otros estados del Sur, la decisión de Thurmond de obstruir el proyecto de ley fue en contra de un acuerdo previo entre los senadores del Sur. Como resultado, Thurmond recibió elogios y críticas mixtas por su discurso. El filibusterismo de Thurmond tenía como objetivo retrasar el acceso al voto de los estadounidenses negros.

## Antecedentes y objetivos
La Decimoquinta Enmienda había garantizado a los ciudadanos de todas las razas el derecho a votar en 1870, pero las leyes estatales, el poll tax y otras instituciones todavía impedían que muchos estadounidenses negros votaran. La Ley de Derechos Civiles de 1957 fue diseñada para asegurar y proteger a nivel federal el derecho de los estadounidenses negros a votar, y fue apoyada por la NAACP junto con la presidencia de Dwight D. Eisenhower. La Ley tenía por objeto proteger este derecho estableciendo una División de Derechos Civiles dentro del Departamento de Justicia y una Comisión de Derechos Civiles de los Estados Unidos. En el Senado, muchos demócratas del sur se mostraron enojados por el proyecto de ley. El proyecto de ley original había sido aprobado en la Cámara de Representantes en junio, pero cuando fue enviado al Senado fue significativamente diluido por un compromiso para satisfacer a los demócratas. El compromiso del Senado eliminó una disposición que habría permitido al fiscal general presentar una demanda por discriminación en lugares públicos y agregó una enmienda que garantizaba un juicio por jurado para cualquier persona acusada de restringir el derecho a votar de un individuo. Esta versión modificada del proyecto de ley fue aprobada por la Cámara el 27 de agosto por una votación de 279 a 97.
Strom Thurmond, senador estadounidense de Carolina del Sur, comentó que el proyecto de ley de derechos civiles constituía un «castigo cruel e inusual», y declaró que esperaba «educar al país» mediante un discurso extenso contra la legislación. Las reglas del Senado permiten un debate prácticamente ilimitado sobre un proyecto de ley, y el filibusterismo es un medio de utilizar estas reglas para evitar la aprobación de un proyecto de ley hablando durante el mayor tiempo posible. En la época del filibusterismo de Thurmond, abandonar la cámara o sentarse mientras se habla ponía fin al discurso de un senador. Un filibusterismo también puede terminar mediante una votación de clausura (cloture), que requiere que un cierto porcentaje de senadores esté de acuerdo en que se debe finalizar un discurso. En el momento del discurso de Thurmond, el umbral para la clausura era una mayoría de dos tercios. Thurmond tiene el récord del filibusterismo en solitario más largo, pero grupos de senadores han llevado a cabo filibusterismos más largos. Mantuvo el récord del discurso en solitario más largo hasta 2025, después de que Cory Booker diera un discurso de protesta contra la segunda presidencia de Donald Trump.
El filibusterismo de Thurmond se centró principalmente en una disposición específica del proyecto de ley de derechos civiles que se centraba en casos menores de desacato al derecho al voto. La disposición permitía que estos casos fueran juzgados por un juez sin jurado presente, pero permitía un segundo juicio con jurado si las penas en el primer juicio excedían los 45 días de prisión o 300 dólares en multas. Este acuerdo se había decidido mediante un compromiso entre republicanos y demócratas, aunque según el historiador Joseph Crespino tuvo muy poco impacto práctico ya que muchos jueces no escucharían un caso sin jurado si hacerlo hiciera más probable un segundo juicio. Thurmond y otros senadores del sur consideraron que la disposición constituía una violación del derecho del acusado a un juicio por jurado, garantizado por la Constitución de Estados Unidos.
Thurmond había estado significativamente involucrado en la política antes de su senaduría: había servido como gobernador de Carolina del Sur, había ayudado a fundar el Partido Demócrata de los Derechos de los Estados después de un abandono por demócratas del sur de la Convención Nacional Demócrata de 1948 por temas de derechos civiles, y se postuló contra Harry S. Truman y Thomas E. Dewey como candidato del nuevo partido en la elección presidencial de 1948. Thurmond obtuvo más de un millón de votos y ganó cuatro estados en esta candidatura presidencial de un tercer partido como Dixiecrat. Seis años más tarde, Thurmond se presentó como candidato demócrata y fue elegido senador júnior por Carolina del Sur en una campaña por escrito. Las candidaturas políticas de Thurmond se basaron en gran medida en su oposición a la integración racial.
Thurmond había argumentado anteriormente que los senadores del sur deberían reunirse personalmente con Eisenhower para amenazarlo con una obstrucción organizada que retrasaría otras leyes, una táctica utilizada con éxito en el pasado para derrotar otros proyectos de ley. Pero otros senadores pensaron que esto podría ser contraproducente y que la táctica debería mantenerse en reserva.
El 24 de agosto, cuatro días antes del discurso de Thurmond, se había llegado a un acuerdo en el Caucus Sureño para no organizar una obstrucción organizada en la oficina del senador Richard Russell. La salida de Thurmond del acuerdo de los senadores fue posteriormente criticada por los líderes del partido, incluidos Russell y Herman Talmadge.

## Filibusterismo
El filibusterismo comenzó a las 8:54 p. m. el 28 de agosto de 1957, con una lectura de las leyes electorales de cada uno de los 48 estados, y continuó con lecturas de los fallos de la Corte Suprema de los Estados Unidos, La democracia en América de Alexis de Tocqueville y el discurso de despedida de George Washington. La galería de la cámara del Senado, repleta de cientos de espectadores al comienzo del filibusterismo, se redujo en algunos momentos durante las primeras horas de la mañana a solo el lobista de la NAACP Clarence Mitchell Jr. y la esposa de Thurmond, Jean. En la mañana del 29, la voz de Thurmond se convirtió en un murmullo y su tono se hizo cada vez más monótono. El líder republicano William Knowland de California solicitó alrededor del mediodía que Thurmond hablara para poder estar seguro de que no se hicieran mociones, pero Thurmond respondió sugiriendo que el senador se acercara. Knowland permaneció donde estaba. Aproximadamente a la 1:00 p. m., Thurmond cedió el paso para permitir el juramento de William Proxmire, que había sido elegido tras la muerte de Joseph McCarthy, después de lo cual reanudó su discurso. Otros senadores también permitieron a Thurmond descansos a lo largo del día, incluso algunos a favor del proyecto de ley, cuando lo interrogaron extensamente.
Thurmond concluyó su filibusterismo después de 24 horas y 18 minutos a las 9:12 p. m. el 29 de agosto, lo que lo convierte en el segundo filibusterismo más largo jamás realizado en el Senado a 2025. Esto superó el récord anterior establecido por Wayne Morse, quien habló en contra de la Ley de Tierras Sumergidas durante 22 horas y 26 minutos en 1953. Fue el discurso más largo pronunciado en el Senado hasta 2025, cuando Cory Booker pronunció un discurso de protesta contra la segunda presidencia de Donald Trump. Equipos de taquígrafos del Congreso trabajaron juntos para grabar el discurso para el Registro del Congreso, que finalmente consumió 96 páginas del Registro y costó más de $7000 en costos de impresión ($76000 en dólares de 2023).

### Logística
El historiador y biógrafo Joseph Crespino ha descrito el filibusterismo de Thurmond como «una especie de misterio urológico». Thurmond tomó baños de vapor regularmente antes del filibusterismo para extraer líquidos de su cuerpo, deshidratándose así y permitiéndose absorber líquidos durante un período más largo durante el filibusterismo. También se rumorea dentro de la comunidad afroestadounidense que Thurmond usaba otros métodos para evitar ir al baño. The Chicago Defender afirmó que Thurmond había usado «un artilugio diseñado para viajes largos en automóvil» que le permitía aliviarse en el estrado, y Bertie Bowman, miembro del personal del Capitolio desde hace mucho tiempo, afirmó en sus memorias que a Thurmond le habían colocado un catéter. A Thurmond se le permitió salir al baño una vez, aproximadamente tres horas después del inicio del filibusterismo. El senador Barry Goldwater le preguntó discretamente a Thurmond cuánto tiempo más podría esperar sin usar el baño, a lo que respondió: «alrededor de una hora más». Goldwater le pidió a Thurmond que le cediera la palabra por unos minutos, y Thurmond pudo usar el baño mientras Goldwater hacía una inserción en el Registro del Congreso. Un asistente había preparado un cubo en el guardarropa del Senado para que Thurmond pudiera hacer sus necesidades si surgía la necesidad, pero Thurmond finalmente no lo usó. La salud de Thurmond se había convertido en un tema de preocupación en la tarde del 29 entre sus asistentes y el médico del Senado George W. Calver, quien amenazó con expulsarlo personalmente de la sala si el personal senatorial no podía convencer a Thurmond de que terminara su discurso.
Durante el filibusterismo, Thurmond se alimentaba de trozos de pumpernickel cortado en cubitos y pequeños trozos de carne molida. También llevaba en sus bolsillos pastillas para la garganta y tabletas de leche malteada. El senador Paul Douglas, de Illinois, le trajo a Thurmond una jarra de jugo de naranja cuando se acercaba el mediodía del día 29, pero un miembro del personal rápidamente la puso fuera de su alcance después de que Thurmond hubiera bebido un vaso para reducir la probabilidad de que necesitara ir al baño.

## Resultado y recepción

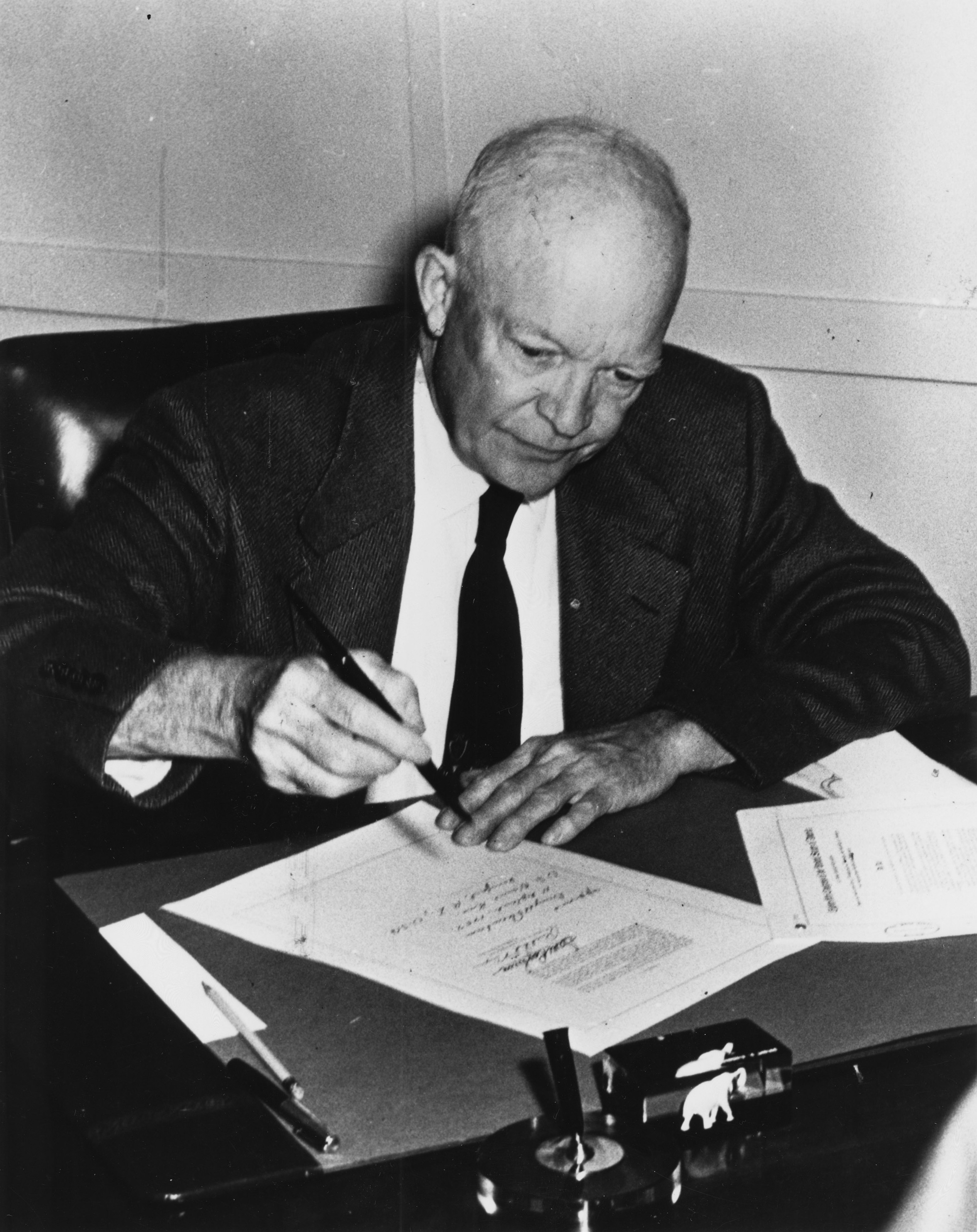
El presidente Dwight D. Eisenhower firmó la Ley de Derechos Civiles de 1957 el 9 de septiembre de 1957.

El filibusterismo no logró impedir la aprobación del proyecto de ley y, además, no logró cambiar en absoluto la votación. El proyecto de ley fue aprobado dos horas después de que Thurmond terminara de hablar, por una votación de 60 a 15, y fue convertido en ley por el presidente Dwight D. Eisenhower menos de dos semanas después. La Ley de Derechos Civiles de 1957 fue el primer proyecto de ley de derechos civiles de Estados Unidos aprobado en 82 años.
Thurmond recibió críticas significativas, incluso de demócratas que firmaron o estaban alineados con los objetivos del Southern Manifesto, incluidos Talmadge, Russell y los Dixiecrats en su conjunto. Talmadge se refirió al discurso como una forma de grandilocuencia, y Russell lo denunció como «engrandecimiento político personal». Estos senadores habían recibido varios telegramas durante el discurso de Thurmond alentándolos a ayudar a Thurmond en su filibusterismo relevándolo, y el personal de Thurmond recibió correspondencia de cientos de sureños felicitándolo y alentándolo. El Caucus Sureño no se unió al filibusterismo, a pesar de su popularidad entre sus electores, porque (como dijo Russell) el Sur ya había conseguido un compromiso en el proyecto de ley que se vería comprometido por un filibusterismo y no había suficiente apoyo para evitar una votación de clausura de todos modos.
En 1964, Thurmond estuvo involucrado en un segundo filibusterismo contra la Ley de Derechos Civiles de 1964. Más tarde ese año, cambió su afiliación al Partido Republicano. El filibusterismo de 1964 fue llevado a cabo por un grupo de senadores del Sur y sólo fue terminado mediante una votación de clausura. Thurmond fue elegido repetidamente y sirvió en el Senado durante 48 años, retirándose en 2003 a la edad de 100 años como el senador estadounidense de mayor edad de la historia.

### Recepción moderna
Aunque según Gillian Brockell de The Washington Post en 2021, el filibusterismo no utilizó ningún «lenguaje abiertamente racista», el periódico lo describió como racista porque el proyecto de ley contra el cual Thurmond obstruyó protegía el derecho al voto de los afroestadounidenses. En su biografía de Thurmond de 2012, Strom Thurmond's America, Crespino señaló el impacto del filibusterismo de Thurmond y su autoría parcial del Southern Manifesto, un documento diseñado para unificar al Sur contra la integración escolar, el año anterior. Describió estos eventos como «[el sello] de la reputación de Thurmond como uno de los últimos confederados del Sur, un campeón de la campaña de los sureños blancos de 'resistencia masiva'» a los derechos civiles. Sostiene además que el filibusterismo era una manera de Thurmond de defender las ideas sureñas sobre la fuerza y la resistencia de los blancos, al tiempo que pulía su imagen personal de masculinidad y salud.